# 国際連合モザンビーク活動
国際連合モザンビーク活動（こくさいれんごうモザンビークかつどう United Nations Operations in Mozambique,ONUMOZ）はモザンビークに展開した国際連合平和維持活動。1992年12月16日の国連安保理決議797によって設立されたものであり、モザンビーク内戦の和平合意に基づく停戦監視および選挙支援などを目的とする。

## 概要
モザンビークでは、1980年代に入り、政府軍とモザンビーク民族抵抗運動(RENAMO)による内戦が続けられていた。モザンビーク民族抵抗運動は南アフリカ共和国の支援を受けていたが、南アフリカがアパルトヘイト政策を放棄し、国際社会に復帰すると、冷戦の緩和も相まって支援は減少し、和平への道が模索されることとなった。1992年10月に包括和平合意が得られ、停戦となった。
10月中には停戦監視のための軍事要員が先行して現地展開を開始している。12月16日に安保理決議797号によって、国際連合モザンビーク活動(ONUMOZ)の設立が承認された。ONUMOZの任務は停戦の監視・検証および各勢力の武装解除または動員解除の実施、復員支援、治安の維持、国内難民への人道支援実施、自由選挙の実施支援などである。軍事要員は6,576名（最大時1993年11月）、文民警察官は1,087名（最大事1994年10月）の規模となった。1994年10月27日から29日にかけて複数政党制の自由選挙が実施され、2,300名の選挙監視要員が任務にあたった。
ONUMOZは任務を達成し、1994年12月9日に解散した。